# Evangelische Kirche (Weinbach)

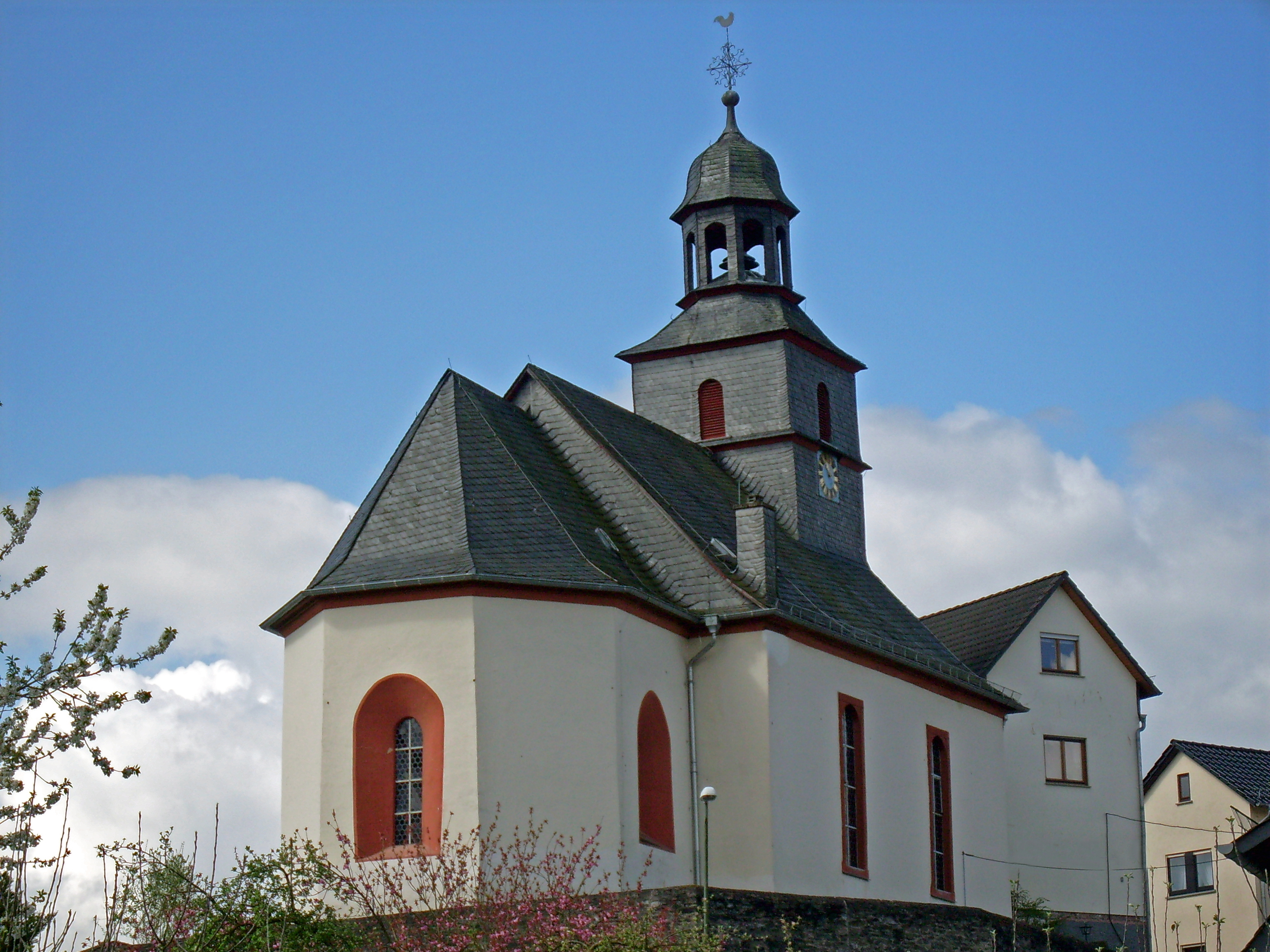
Evangelische Kirche in Weinbach

Die Evangelische Kirche Weinbach ist ein denkmalgeschütztes Kirchengebäude, das in Weinbach steht, einer Gemeinde im Landkreis Limburg-Weilburg in Hessen. Die Kirchengemeinde gehört zum Dekanat an der Lahn in der Propstei Nord-Nassau der Evangelischen Kirche in Hessen und Nassau.

## Beschreibung
Der älteste Teil der Saalkirche ist der Chor aus einem Joch mit einem 3/8-Schluss aus dem 13. Jahrhundert. Das Langhaus wurde nach Einsturz des alten Kirchturms 1728 gebaut. Aus seinem Satteldach erhebt sich ein quadratischer Dachreiter, der die Turmuhr und den Glockenstuhl beherbergt. Bedeckt ist er mit einer offenen Laterne. 
Im Innenraum sind Teile der Kirchenausstattung von 1728, wie die Orgel und die Kanzel, erhalten. Die Empore ist klassizistisch gestaltet, der Altar ist von 1809. An der linken Wand des Chors befindet sich ein gemaltes Epitaph von 1649.